# Bloedend hart (lied)
"Bloedend hart" is een nummer van de Nederlandse band De Dijk. Het nummer werd uitgebracht op het naar de band vernoemde debuutalbum uit 1982. Dat jaar werd het nummer uitgebracht als de tweede single van het album.

## Achtergrond
"Bloedend hart" is een van de eerste bekende nummers van De Dijk. Het nummer gaat over een man die onlangs is verlaten door zijn vrouw. Volgens zanger en schrijver van het nummer Huub van der Lubbe is het nummer ontstaan toen zijn vriendin een weekend weg was: "Dat gaf mij de gelegenheid om in alle rust voor te stellen dat ze écht weg zou zijn. Als je een tekst gaat schrijven als zulk verdriet daadwerkelijk speelt, wordt het vaak larmoyant en sentimenteel."
Toen De Dijk optrad bij het televisieprogramma Op volle toeren met het nummer "Bloedend hart", werden zij door de TROS gesommeerd om een aantal regels aan te passen, omdat deze niet door de beugel konden. Zo werd in de regel "ik krab wat aan mijn kont" het laatste woord vervangen door "hond", en moest ook de regel "ik speel wat op mijn fluit" worden aangepast.
"Bloedend hart" werd oorspronkelijk geen hit; het bereikte de Nederlandse Top 40 niet en kwam niet verder dan de Tipparade, terwijl het slechts twee weken genoteerd was in de Nationale Hitparade met een 43e plaats als hoogste notering. In 1990 bracht De Dijk een liveversie van het nummer uit op single, afkomstig van het album Live. Deze versie sloeg wel aan: in de Top 40 werd de negentiende plaats behaald, terwijl het in de Nationale Top 100 tot de 24e positie kwam.

## Hitnoteringen

### Studioversie

#### Nationale Hitparade
| Hitnotering: 11-09-1982 t/m 18-09-1982 | Hitnotering: 11-09-1982 t/m 18-09-1982 | Hitnotering: 11-09-1982 t/m 18-09-1982 | Hitnotering: 11-09-1982 t/m 18-09-1982 |
| Week                                   | 1                                      | 2                                      |                                        |
| -------------------------------------- | -------------------------------------- | -------------------------------------- | -------------------------------------- |
| Positie                                | 43                                     | 46                                     | uit                                    |

#### NPO Radio 2 Top 2000
| Nummer met noteringen in de NPO Radio 2 Top 2000 | '99 | '00 | '01 | '02 | '03 | '04 | '05 | '06 | '07 | '08 | '09 | '10 | '11 | '12 | '13 | '14 | '15 | '16 | '17 | '18 | '19 | '20 | '21 | '22 | '23 | '24  |
| ------------------------------------------------ | --- | --- | --- | --- | --- | --- | --- | --- | --- | --- | --- | --- | --- | --- | --- | --- | --- | --- | --- | --- | --- | --- | --- | --- | --- | ---- |
| Bloedend hart                                    | 258 | -   | 279 | 270 | 171 | 244 | 218 | 170 | 296 | 211 | 245 | 260 | 247 | 363 | 493 | 584 | 676 | 573 | 742 | 647 | 647 | 770 | 759 | 558 | 751 | 1030 |

1. ↑  Een '-' betekent dat het nummer niet was genoteerd en een vetgedrukt getal geeft de hoogste notering aan.

### Liveversie

#### Nederlandse Top 40
| Hitnotering: 14-04-1990 t/m 12-05-1990 | Hitnotering: 14-04-1990 t/m 12-05-1990 | Hitnotering: 14-04-1990 t/m 12-05-1990 | Hitnotering: 14-04-1990 t/m 12-05-1990 | Hitnotering: 14-04-1990 t/m 12-05-1990 | Hitnotering: 14-04-1990 t/m 12-05-1990 | Hitnotering: 14-04-1990 t/m 12-05-1990 |
| Week                                   | 1                                      | 2                                      | 3                                      | 4                                      | 5                                      |                                        |
| -------------------------------------- | -------------------------------------- | -------------------------------------- | -------------------------------------- | -------------------------------------- | -------------------------------------- | -------------------------------------- |
| Positie                                | 36                                     | 26                                     | 19                                     | 19                                     | 27                                     | uit                                    |

#### Nationale Top 100
| Hitnotering: 31-03-1990 t/m 26-05-1990 | Hitnotering: 31-03-1990 t/m 26-05-1990 | Hitnotering: 31-03-1990 t/m 26-05-1990 | Hitnotering: 31-03-1990 t/m 26-05-1990 | Hitnotering: 31-03-1990 t/m 26-05-1990 | Hitnotering: 31-03-1990 t/m 26-05-1990 | Hitnotering: 31-03-1990 t/m 26-05-1990 | Hitnotering: 31-03-1990 t/m 26-05-1990 | Hitnotering: 31-03-1990 t/m 26-05-1990 | Hitnotering: 31-03-1990 t/m 26-05-1990 | Hitnotering: 31-03-1990 t/m 26-05-1990 |
| Week                                   | 1                                      | 2                                      | 3                                      | 4                                      | 5                                      | 6                                      | 7                                      | 8                                      | 9                                      |                                        |
| -------------------------------------- | -------------------------------------- | -------------------------------------- | -------------------------------------- | -------------------------------------- | -------------------------------------- | -------------------------------------- | -------------------------------------- | -------------------------------------- | -------------------------------------- | -------------------------------------- |
| Positie                                | 82                                     | 64                                     | 52                                     | 33                                     | 24                                     | 24                                     | 40                                     | 61                                     | 87                                     | uit                                    |